# Moazagotl
Le Moazagotl est le nom particulier d'un nuage lenticulaire formé sous le vent de foehn des montagnes en Silésie par l'effet d'une onde orographique, souvent associé à un ressaut hydraulique (parfois appelé « saut de Bidone »).
Son nom est dérivé de celui d'un berger, Gottlieb Matz, qui l'a observé du côté nord des monts des Géants en Silésie (entre Pologne, République tchèque et Allemagne) par vent de foehn, et dont les descriptions sont à l'origine de l'étude du phénomène d'onde de ressaut et de son exploitation en vol à voile. 
Il a inspiré le nom du planeur Moazagotl (de) de Wolf Hirth, construit en 1933, précurseur du Gö 3 Minimoa  (pour mini-Moazagotl). 